# Bernard Rie
Bernard Rie, född den 25 oktober 1839 i Prag, död omkring 1895, var en böhmisk pianist och tonsättare. 
Ries anlag för musik framträdde så tidigt att han redan vid sex års ålder inledde sina pianostudier. Elva år gammal uppträdde han med en Beethovenkonsert på teatern i Prag. Han erhöll undervisning av Alexander Dreyschock till 1856, då han gjorde en konsertresa genom Tyskland. Sedan han i Prag studerat komposition för organisten Carl Franz Pitsch, begav han sig till Paris. Där blev han snart fördelaktigt bekant som virtuos, men ägnade sig efter hand åt lärarkallet. Rie skrev åtskilliga genrestycken och studieverk för piano.